# Angry Machines
Az 1996-os Angry Machines az amerikai Dio heavy metal zenekar hetedik nagylemeze.

## Története
1995 augusztusában Jeff Pilson elhagyta a zenekart, ám az új lemez felvételeire visszatért.
Az album Európában és Japánban 11 dallal jelent meg október 4-én, Amerikában 10 dallal október 15-én, szemben az áprilisra tervezett megjelentetéssel. Sem az amerikai, sem a brit listákra nem került fel. Ezen a lemezen szerepelt utoljára Vinny Appice dobos.

## Az album dalai
A dalszövegeket Ronnie James Dio írta.
| 1.  | Institutional Man   | Appice, Dio, Grijalva         | 5:00 |
| 2.  | Don't Tell the Kids | Appice, Dio, Grijalva         | 4:13 |
| 3.  | Black               | Appice, Dio, Grijalva, Pilson | 3:06 |
| 4.  | Hunter of the Heart | Appice, Dio, Grijalva         | 4:06 |
| 5.  | Stay Out of My Mind | Dio, Pilson                   | 6:57 |
| 6.  | Big Sister          | Appice, Dio, Grijalva, Pilson | 5:27 |
| 7.  | Double Monday       | Appice, Dio, Grijalva         | 2:50 |
| 8.  | Golden Rules        | Appice, Dio, Grivalja         | 4:46 |
| 9.  | Dying in America    | Appice, Dio, Grijalva, Pilson | 4:31 |
| 10. | This is Your Life   | Dio, Grijalva                 | 3:18 |

A japán kiadásra felkerült a God Hates Heavy Metal tizedikként, így az a kiadás tizenegy
dalt tartalmazott.

## Közreműködők

### Dio
- Ronnie James Dio – ének
- Tracy Grijalva – gitár
- Jeff Pilson – basszusgitár
- Vinny Appice – dob
- Scott Warren – billentyűk

### Produkció
- Ronnie James Dio – producer
- Wyn Davis – hangmérnök
- Darian Rundall és Eddie Ashworth – második hangmérnök
- Eddy Schreyer – mastering
- Paul Gregory – borító